# Yvrandes
Yvrandes är en kommun i departementet Orne i regionen Normandie i nordvästra Frankrike. Kommunen ligger i kantonen Tinchebray som tillhör arrondissementet Argentan. År 2018 hade Yvrandes 155 invånare.

## Befolkningsutveckling
Antalet invånare i kommunen Yvrandes
| Referens: INSEE |